# Kevin Boyer
Kevin Boyer (Edmonton, 24 april 1993) is een Canadees skeletonracer.

## Carrière
Boyer maakte zijn wereldbekerdebuut in het seizoen 2016/17 waar hij 22e werd. In het seizoen 2017/18 deed hij het beter met een 13e plaats in de eindstand. Het volgende seizoen kon hij dat niet verbeteren en werd 16e, in het seizoen 2019/20 werd hij 19e.
Hij nam in 2017 deel aan het wereldkampioenschap waar hij individueel 22e werd, in 2020 werd hij 25e.
Hij nam in 2018 deel aan de Olympische Winterspelen waar hij 17e werd.

## Resultaten

### Olympische Spelen
| Jaar | Plaats      | Resultaat |
| ---- | ----------- | --------- |
| 2018 | Pyeongchang | 17e       |

### Wereldkampioenschappen
| Jaar | Plaats    | Resultaat                            |
| ---- | --------- | ------------------------------------ |
| 2017 | Königssee | 22e Individueel 11e Landencompetitie |
| 2020 | Altenberg | 25e Individueel 10e Gemengd team     |

### Wereldbeker
Eindklasseringen
| Seizoen   | Rang |
| --------- | ---- |
| 2016/2017 | 22e  |
| 2017/2018 | 13e  |
| 2018/2019 | 16e  |
| 2019/2020 | 19e  |
| 2020/2021 | 26e  |